# SN 2011ce
SN 2011ce – supernowa typu Iax odkryta 19 kwietnia 2011 roku w galaktyce NGC 6708. W momencie odkrycia miała maksymalną jasność 15,80m.